# Alstroemeria virginalis
Alstroemeria virginalis là một loài thực vật có hoa trong họ Alstroemeriaceae. Loài này được Ravenna & Brinck mô tả khoa học đầu tiên năm 2000.